# جيرار سيزار
جيرار سيزار (بالفرنسية: Gérard César) (19 ديسمبر 1934 - 8 مايو 2024) هو سياسي فرنسي، نشط في حزبي الاتحاد من أجل حركة شعبية والتجمع من أجل الجمهورية.

## مناصب
- انتخب نائب فرنسي عن دائرة  خلال فترته النيابية  [لغات أخرى]‏ (2 أبريل 1986 – 14 مايو 1988).
- انتخب نائب فرنسي عن دائرة جرندة التاسعة [الإنجليزية]‏ خلال فترته النيابية  [لغات أخرى]‏ (3 أبريل 1978 – 22 مايو 1981).
- انتخب عضو مجلس الشيوخ الفرنسي عن دائرة جيروند (15 يونيو 1990 – 1 أكتوبر 2017).
- انتخب رئيس بلدية [الإنجليزية]‏ Rauzan [الإنجليزية]‏ (18 مارس 2001 – ).
- انتخب نائب فرنسي عن دائرة جرندة التاسعة [الإنجليزية]‏ خلال فترته النيابية  [لغات أخرى]‏ (28 سبتمبر 1976 – 2 أبريل 1978).